# Neolythria svenhedeni
Neolythria svenhedeni là một loài bướm đêm trong họ Geometridae.